# Педлоеги
Педлоеги (устар. Педла-еги) — река в России, протекает в Республике Карелия. Впадает в Шотозеро, через которое протекает река Шуя. Длина реки — 8,9 км, площадь водосборного бассейна — 47,6 км².

## Данные водного реестра
По данным государственного водного реестра России относится к Балтийскому бассейновому округу, водохозяйственный участок реки — Шуя, речной подбассейн реки — Свирь (включая реки бассейна Онежского озера). Относится к речному бассейну реки Нева (включая бассейны рек Онежского и Ладожского озера).